# Tú estás loco Briones
Tu estás loco Briones és una pel·lícula espanyola del gènere comèdia dirigida el 1981 dirigida per Javier Maqua amb un guió basat en l'obra de teatre independent de Fermín Cabal. Es tracta d'una comèdia inspirada en les que es feien a Espanya en la dècada del 1950, de caràcter "esparracat" segons paraules del seu director. La banda sonora correspon al grup La Romántica Banda Local i fou estrenada en la Setmana Internacional de Cinema de Valladolid, on va tenir bona acollida.

## Sinopsi
Faustino Briones, un funcionari falangista de "línia dura" que, descontent amb la nova situació política, es dedica a fer pintades de protesta al Ministeri i per això és internat en un psiquiàtric. Allí viurà una curiosa experiència amorosa amb una monja

## Repartiment
- Quique Camoiras - Briones
- Florinda Chico - Pilar
- Esperanza Roy - Sor Angustias

## Premis
37a edició de les Medalles del Cercle d'Escriptors Cinematogràfics
| Categoria                | Pel·lícula    | Resultat  |
| ------------------------ | ------------- | --------- |
| Millor actriu secundària | Esperanza Roy | Guanyador |